# Vladimir Veremejenko
Vladimir Vladimirovitsj Veremejenko (Russisch: Владимир Владимирович Веремеенко) (Homel, 21 juli 1984), is een professionele basketbal speler die uitkomt voor de nationale ploeg van Wit-Rusland. Hij werd gedraft door de Washington Wizards uit de NBA. Hij begon zijn carrière bij Avtodor Saratov uit Rusland. Daarna verhuisde hij naar Dinamo Sint-Petersburg. Zijn volgende club was Chimki Oblast Moskou, waar hij twee seizoenen speelde. Veremejenko werd in 2008 door UNICS Kazan gekocht. Veremejenko werd op 8 juli 2010 geruild door de Washington Wizards. Hij ging spelen voor de Chicago Bulls en Kirk Hinrich ging spelen voor de Washington Wizards. Hij heeft een zus, Anastasija Veremejenko, die ook basketbal speelt.

## Erelijst
- Landskampioen Wit-Rusland: 2
  - Winnaar: 2019, 2020
- Bekerwinnaar Wit-Rusland: 1
  - Winnaar: 2019
- Bekerwinnaar Rusland: 3
  - Winnaar: 2008, 2009, 2014
- EuroCup: 1
  - Winnaar: 2011
- FIBA Europe League: 1
  - Winnaar: 2005